# Čaršija
Čaršija je dio grada, gotovo uvijek u samom središtu grada koji se uglavnom razvio u svom obliku i nazivu za vrijeme osmanske vladavine na Balkanu. Čaršija predstavlja jednu od najvažnijih karakteristika osmanskog grada, ona je njegovo poslovno-uslužno središte, zona u kojoj se obavlja većina gospodarstvenih aktivnosti.
Čaršija obično odlikuje specifičnim arhitektonskim kvalitetama koji je čine prepoznatljivom u cjelokupnom kompleksu grada te sa svojim specifičnostima odražava identitet ili duh grada. Osnovni elementi čaršije su uglavnom vjerski objekt, prodavaonica i fontana. 